# George Will
George Frederick Will (n. 4 mai 1941, Champaign⁠(d), Illinois, SUA) este un comentator și autor libertarian-conservator⁠(d). Acesta redactează articole pentru The Washington Post și comentarii pentru NBC News⁠(d) și MSNBC⁠(d). În 1986, The Wall Street Journal l-a numit „probabil cel mai puternic jurnalist din America”, comparându-l cu Walter Lippmann (1889–1974). A câștigat Premiul Pulitzer pentru Comentariu⁠(d) în 1977.

## Biografie
Will s-a născut în Champaign, Illinois⁠(d), fiul lui Frederick L. Will și al Louisei Hendrickson Will. Tatăl său a fost profesor de filozofie, specializat în epistemologie, în cadrul Universității din Illinois din Urbana–Champaign. Will a urmat cursurile liceului University Laboratory⁠(d) din Urbana, Illinois de unde a absolvit în 1959.
După liceu, Will a urmat cursurile Colegiului Trinity⁠(d) din Hartford, Connecticut și a absolvit în 1962 cu o diplomă⁠(d) în religie. A plecat în Anglia unde a studiat Filozofie, Politică și Economie⁠(d) în cadrul Colegiului Magdalen al Universității Oxford⁠(d) și a obținut o diplomă de master. S-a reîntors în Statele Unite și a început studiile de doctorat în cadrul Universității Princeton. A obținut titlul de doctor în științe politice în 1968 cu o teză intitulată „Beyond the Reach of Majorities: Closed Questions in the Open Society”.
Din 1970 până în 1972 a făcut parte din stafful senatorului republican Gordon Allott⁠(d) din Colorado. Mai târziu, Will a devenit profesor de filozofie politică la Colegiul James Madison⁠(d) din cadrul Universității de stat Michigan⁠(d) și la Universitatea din Toronto. A predat la Universitatea Harvard în 1995 și în 1998.

## Cariera de jurnalist
Om de stânga la începutul carierei, acesta și-a schimbat opiniile în timpul studiilor universitare la Universitatea Oxford, când a avut ocazia să viziteze la mijlocul anilor 1960 Berlinul de Est aflat sub controlul comuniștilor. Will a fost editor al revistei National Review din 1972 până în 1978. După ce a devenit membru al The Washington Post Writers Group⁠(d) în 1974, a început să redacteze o rubrică bisăptămânală care era publicată în ziarele din întreaga țară. Aceasta apare în 450 de ziare. În 1976, Will devine colaborator al revistei Newsweek. A lucrat pentru aceștia până în 2011.
Will a câștigat un premiu Pulitzer pentru Comentariu⁠(d) datorită „comentariilor deosebite pe o diversitate de subiecte” în 1977. Combinând reportajele factuale cu comentariul conservator, rubricile sale erau cunoscute pentru vocabularul erudit, aluzii la diferiți filozofi ai politicii și referințe la sportul său preferat, baseballul.
Acesta a redactat două bestselleruri despre baseball, trei lucrări despre filozofie politică și a publicat unsprezece cărți care conțin rubricile, recenziile și prelegerile sale.
La începutul anilor 1980, acesta a fost analist media⁠(d) pentru ABC News⁠(d) și invitat în cadrul emisiunii This Week with David Brinkley⁠(d), astăzi cunoscută sub denumirea de This Week with George Stephanopoulos⁠(d). De asemenea, a fost invitat în mod regulat în cadrul emisiunii Agronsky & Company⁠(d) din 1977 până în 1984. Din 2013 până în 2017, Will a fost colaborator al canalului Fox News.
Pe 8 mai 2017, Will a devenit colaborator pe subiecte politice al MSNBC⁠(d) și al NBC News⁠(d), fiind invitat în cadrul unor emisiuni precum Today⁠(d), Morning Joe⁠(d) și The 11th Hour⁠(d) pentru a oferi opinii.
Pe 3 decembrie 2020, Will a primit premiul Ernie Pyle Lifetime Achivement al National Society for Newspaper Columnists.

## Convingeri politice

### Politica externă și securitatea națională
Will a propus la un moment dat ca Statele Unite să-și retragă toate trupele din Afganistan și a apărat răspunsul lui Barack Obama față de revoltele cauzate de alegerile din Iran în 2009. Acesta a criticat, de asemenea, administrația Bush⁠(d) pentru supravegherea fără mandat și a fost de acord ca deținuții din Centrul de detenție de la Guantanamo să aibă dreptul la proces. În ceea ce privește imigrația, Will consideră că este necesară o protecție mai strictă a frontierei și o „cale spre cetățenie⁠(d)” pentru imigranții ilegali.

### Probleme sociale
Will a susținut că decizia Curții Supreme în cazul Roe v. Wade a provocat o „fragmentare a dezbaterii democratice despre politica avortului”. Cu privire la infracțiuni, Will nu susține implementarea pedepsei cu moartea și consideră că numărul mare de persoane încarcerate contribuie la siguranța societății. Mai mult, Will privește cu scepticism programele de acțiune afirmativă. Acesta susține legalizarea drogurilor.

### Probleme economice
Will este libertarian-conservator⁠(d) care susține dereglementarea și impozitele mici pe motiv că acestea ar stimula creșterea economică și sunt moralmente juste. Acesta s-a opus politicilor de stimulare⁠(d)a economiei propuse de George W. Bush și Barack Obama. Will susține eliminarea salariului minim și înființarea unor conturi de pensionare voluntare cu scopul de a reduce costurile federale ale securității sociale⁠(d). În februarie 2013, Will a susținut propunerea liberalului Sherrod Brown⁠(d) de a elimina băncile consolidate și conglomeratele din industria financiară⁠(d), respectiv de a reveni la legislația Glass-Steagall⁠(d).

### Reformarea politicii de finanțare a campaniilor electorale
Will se opune încercărilor de a reforma politica finanțării campaniilor electorale⁠(d), susținând că o astfel de lege este neconstituțională și ar favoriza în mod nedrept politicienii în exercițiu. Mai mult, acesta susține că cheltuirea banilor este o formă de libertate de exprimare și denotă participarea civililor la procesul politic. Oferind guvernului puterea de a reglementa libertatea de exprimare, Will consideră că această decizie reprezintă un pas spre etatism.

## Critici aduse Partidului Republican
Deși este conservator, Will a criticat persoane și politici asociate Partidului Republican și conservatorismului american. A fost unul dintre cei care s-au opus nominalizării lui Harriet Miers⁠(d) pentru funcția de judecător în cadrul Curții Supreme a Statelor Unite.
Will a adoptat o poziție pro-război înainte de invazia Irakului în 2003 și a privit cu îndoială agenda administrației Bush⁠(d) în Irak. A criticat în cele din urmă soluțiile politice pe care le caracteriza drept o mulțime de scenarii politice nerealiste. În martie 2006, într-o rubrică redactată după bombardarea moscheii al-Askari⁠(d) din Samarra, Will a provocat administrația Bush – și reprezentanții guvernului SUA în Irak – să fie mai sinceri cu privire la dificultățile cu care se confruntă Statele Unite în reconstruirea și menținerea păcii în Irak, comparând discursul Casei Albe cu cel susținut de Winston Churchill în primii ani ai celui de-al Doilea Război Mondial. Acesta a descris evaluările optimiste ale administrației Bush drept „discursul irealității”. A criticat politica lui Bush din Irak, respectiv politica externă și internă a Casei Albe și a Congresului în discursul său principal susținut în cadrul Institutului Cato⁠(d) în 2006.
Will i-a criticat vehement pe Sarah Palin și John McCain în timpul campaniei electorale din 2008, considerând că Palin nu înțelege rolul unui vicepreședinte și nu pare calificată pentru a ocupa funcția.
La sfârșitul anului 2011, înainte de alegerile primare ale Partidului Republican,  Will a declarat despre candidatul Newt Gingrich că „întruchipează aproape tot ce este detestabil despre Washingtonul modern” și l-a descris drept „politicianul clasic de închiriat”.
Într-un interviu din 2013 cu scriitorii revistei Reason⁠(d) Nick Gillespie⁠(d) și Matt Welch⁠(d), Will a susținut că opiniile sale au devenit treptat mai libertariane⁠(d).
Will l-a criticat în repetate rânduri pe Donald Trump în timpul campaniei prezidențiale din 2016 și i-a îndemnat pe alegătorii conservatori „să-l ajute să piardă 50 de state – pedeapsa potrivită pentru vastul său dispreț față de ideile fundamentale conservatoare”. La rândul său, Trump l-a criticat pe Will și a atras atenția asupra faptului că soția sa Mari Maseng Will⁠(d) a fost consilier al politicianului Scott Walker⁠(d) în timpul campaniei prezidențiale. Ulterior, Will a declarat că Trump reprezintă o amenințare mai mare decât Hillary Clinton. În iunie 2016, Will i-a spus jurnalistului Nicholas Ballasy într-un interviu că a părăsit Partidul Republican și a fost înregistrat ca alegător neafiliat din cauza lui Trump.
În iunie 2019, Will a declarat că Partidul Republican a devenit un sectă⁠(d). În ianuarie 2020, senatorul republican Josh Hawley⁠(d) l-a criticat pe Will după ce acesta a apărat ortodoxia economică neoliberală, susținând că respinge ideea dezintegrării culturale a Americii în timp ce „sărbătorește ′ordinea spontană a societății de piață′, prin care se referă la capitalul woke, offshoring⁠(d), respectiv alianța corporatistă dintre statul maximal și big business⁠(d)”. În iulie 2020, Will a anunțat că va vota pentru Joe Biden la alegerile prezidențiale din 2020.

## Viața personală

### Familia
Will are trei copii — Victoria, Geoffrey și Jonathan — cu prima sa soție, Madeleine; copilul cel mai mare al cuplului, Jonathan, născut în 1972, are sindromul Down, boala despre care acesta a scris uneori în rubrica sa.  În 1989, Will și Madeleine au divorțat după 22 de ani de căsătorie.

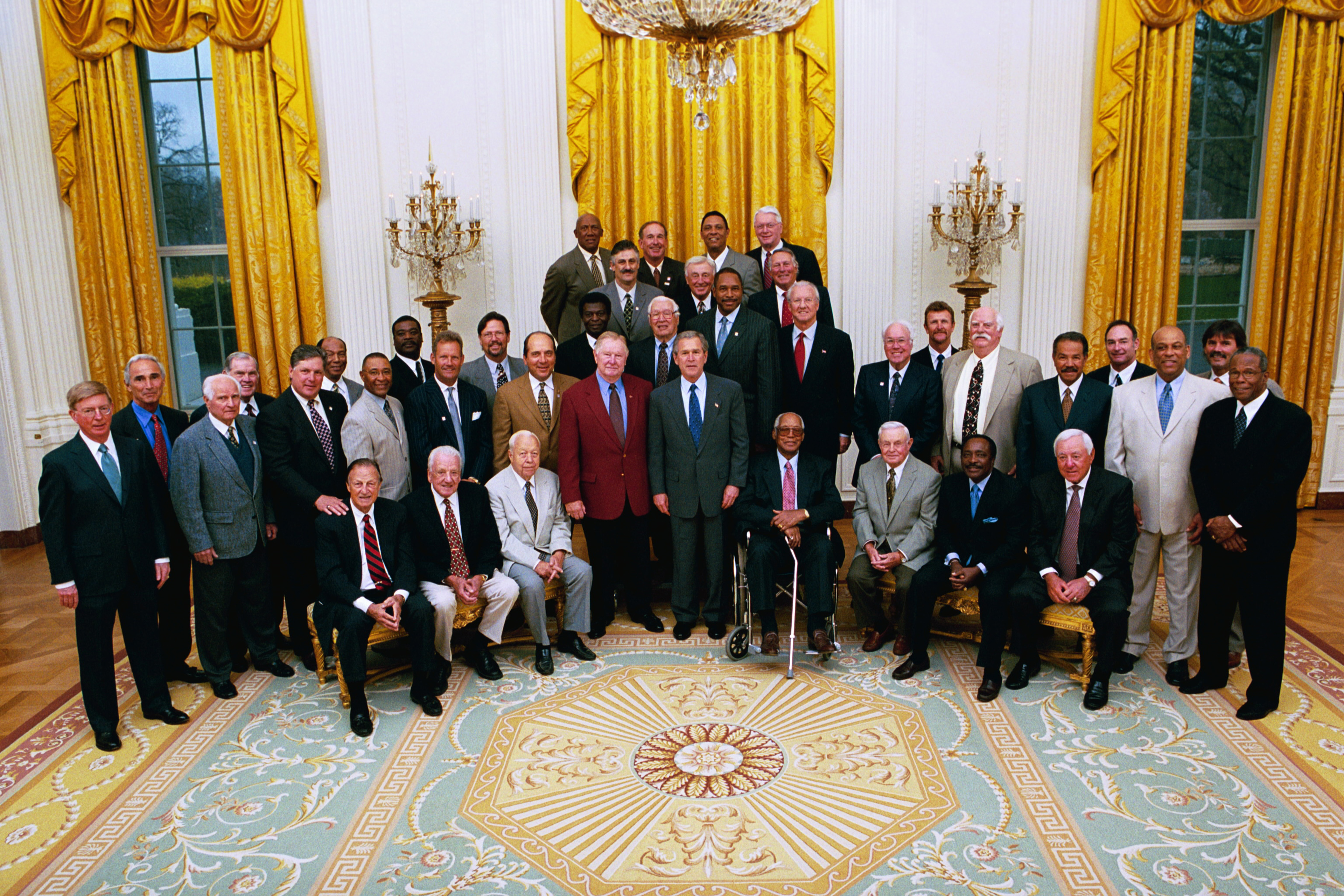
Will (primul din stânga) alături de membrii și George W. Bush la Casa Albă în 2004.

În 1991, Will s-a căsătorit cu Mari Maseng⁠(d). Cei doi au un fiu pe nume David, născut în 1992, și locuiesc în zona Washington, D.C.. Maseng este consultant politic⁠(d) și redactor de discursuri⁠(d), iar în timpul campaniei prezidențiale din 2012, s-a ocupat cu strategia de comunicare a candidatului Rick Perry⁠(d) și a contribuit la campania lui Michele Bachmann⁠(d). De asemenea, a contribuit la campania prezidențială din 2016 a candidatului Scott Walker⁠(d) și a fost dispusă să-l ajute pe Mitt Romney în campania din 2012. Aceasta a mai lucrat în calitate de redactor de discursuri pentru Ronald Reagan, director adjunct al transporturilor, asistent al președintelui Biroului de Cooperare publică⁠(d) și director de comunicații pentru senatorul Bob Dole.

### Convingeri religioase
Will s-a autocaracterizat drept un „ateu prietenos și moderat”.

### Interese
Will, fan al echipei e baseball Chicago Cubs⁠(d), are numeroase scrieri despre acest sport, inclusiv bestseller-ul său intitulat Men at Work: The Craft of Baseball⁠(d). A fost intervievat în cadrul documentarului PBS⁠(d) Baseball⁠(d).

## În cultura populară
Will a fost ridiculizat în benzile desenate Doonesbury⁠(d), în special într-o secvență din decembrie 1980 în care mai multe personaje participă la o petrecere găzduită de Will pentru cuplul Reagan.
Will a fost ridiculizat într-un episod din aprilie 1990 al emisiunii Saturday Night Live. Dana Carvey⁠(d) l-a interpretat pe Will, gazdă a unei joc trivia despre baseball intitulat George F. Will's Sports Machine, în care răspunsurile sunt metafore literare arogante care îi lasă derutați pe participanți; exasperați, concurenții îl obligă pe Will să arunce o minge de baseball, însă acesta nu reușește să o facă.
În episodul „The Jimmy⁠(d)” al serialului Seinfeld, Kramer declară că îl consideră atractiv pe George Will.